# 테오도어 리트
테오도어 리트(독일어: Theodor Litt, 1880년 12월 27일 ~ 1962년 7월 16일)는 독일의 문화 및 사회철학자이자 교육학자였다.
빌헬름 딜타이, 게오르크 지멜, 에른스트 카시러와의 논쟁에서 리트는 문화철학과 철학적 인간학에 대한 독자적인 접근 방식을 개발했으며, 이는 개인과 사회, 인간과 세계, 이성과 삶의 관계에 대한 변증법적 관점에 의해 결정되었다. 동시에 그는 20세기 초의 진보주의 (교육)에서 시작하여 리트의 제자인 볼프강 클라프키를 통해 1970년대의 교육 개혁 논의로 확장된  geisteswissenschaftliche Pädagogik에 이러한 사상을 투영했다. 리트는 바이마르 공화국에 동조했으며, 라이프치히 대학교 총장으로서 나치즘과 갈등을 겪었고, 1937년 강의 금지 및 조기 은퇴를 당했다. 그럼에도 불구하고 그는 지배적인 이념에 대해 비판적인 글을 계속 발표했다. 제2차 세계 대전이 끝난 후, 그는 독일 사회주의통일당의 이념을 받아들이지 못하여 본 대학교로 옮겨 교육학 연구소를 설립했다.

## 삶
뒤셀도르프에서 태어난 리트는 김나지움 교수 페르디난트 리트의 아들이자 연극 감독 겸 배우 헤르만 리트의 외조카였다. 1890년부터 1898년까지 리트는 뒤셀도르프의 인문계 김나지움(오늘날의 훔볼트 김나지움 뒤셀도르프)에 다녔다. 그 후 그는 라인 프리드리히 빌헬름 본 대학교에서 철학, 역사, 고전 문헌학(베를린에서 한 학기) 교사 훈련을 시작했다. 본에서 그는 남학생 성악회 AMV 마카리아 본의 일원이 되었고, 베를린에서는 존더스하우젠 협회의 아카데미 합창단의 일원이 되었다. 1904년 그는 라틴어로 작성된 고전 문헌학 논문으로 박사 학위를 받았다. 본, 바트크로이츠나흐에서 4년간 고대 언어와 역사를 가르치고 1906년부터 쾰른의 프리드리히 빌헬름 김나지움에서 상급 교사로 일한 후, 베를린의 프로이센 문화부에서 6개월간 참고자로 일했다.
리트의 철학과 교육학에 대한 관심은 제1차 세계 대전의 트라우마에 의해 촉발된 것으로 알려져 있다. 이미 1919년 본 대학은 리트를 교육학 부교수로 임명했다. 『개인과 공동체』에서 리트는 문화 및 사회 철학의 개요를 제시했다. 에른스트 트뢸치, 에른스트 카시러, 게오르크 지멜과 함께 리트는 사회 철학 분야의 라이프치히 학파의 일원이 되었다. 1920년, 그는 베를린 대학으로 옮긴 에두아르트 슈프랑어의 뒤를 이어 라이프치히 대학교의 철학 및 교육학 주임 교수가 되었으며, 1937년까지 대학 강사 또는 총장(1931~1932)으로 재직했다.
1927년, 리트는 자신의 저서 『이끌 것인가, 성장하게 할 것인가(Führen oder Wachsenlassen)』에서 교육학적 문제에 대해 다루었다. 비합리적, 기관적, 낭만적 이념에 대한 그의 거부와 성장하고 발전하는 인간에 대한 존중 요구는 국가사회주의자들의 적대감을 불러일으켰다. 1931년 라이프치히 대학 총장 취임 연설에서 그는 독립적인 대학 유지를 지지했다. 리트에게 나치 정권은 1919년부터 1937년까지의 그의 첫 창작 활동기의 끝을 알렸다. 그는 자신의 반국가사회주의적 입장을 공격하는 정권에 굴복하지 않았다. 1932년 10월 대학 협회 회의에서 리트는 대학 교수들이 국가사회주의 운동에 반대하는 성명을 발표할 것을 제안했다. 그럼에도 불구하고 리트는 1933년 11월 11일 아돌프 히틀러와 국가사회주의 국가에 대한 독일 대학교수와 고등 교육 기관 교수들의 충성 맹세 서명자 중 한 명으로 지목되었다. 1934년 그의 강의는 심하게 방해받았고 라이프치히 대학은 일시적으로 폐쇄되기도 했다. 1936년 리트는 나치 당국이 강의를 금지하자 빈으로의 강연 여행을 중단했다. 라이프치히로 돌아온 그는 조기 은퇴를 요구하여 1937년 이루어졌다.
그럼에도 불구하고 리트는 1938년에 『독일 정신과 기독교(Der deutsche Geist und das Christentum)』라는 소논문을 발표하는 것을 멈추지 않았다. 이 논문에서 그는 기독교를 대체할 종교를 옹호했던 알프레트 로젠베르크의 반유대주의적 저서 20세기 신화를 비판했다. 리트는 독실한 기독교인들 사이에서 큰 호응을 얻었으며, 비교적 많은 인쇄 부수가 즉시 매진되었다. 그러나 리트의 비판에 동의했지만 대부분의 학자들이 나치 독일 시대에도 자리에 머물렀던 인문 교육학에 속한 동료들, 예를 들어 에두아르트 슈프랑어와 빌헬름 플리트너의 거부는 리트를 실망시켰다. 1937년에 헤르만 놀만이 해고되었다. 1944년에 리트마저도 작센 과학 아카데미에서 강의를 금지당하자 그는 완전히 은둔했다.
리트의 두 번째 창작 활동기는 1945년에 시작되었다. 에른스트 카시러의 추천으로 그는 라이프치히 대학교의 민주적 개혁 임무를 부여받았다. 리트는 1946년에 다시 강의를 시작했지만, 동베를린에서 교사 양성을 위한 교육학 이론의 중요성에 대한 강의를 한 후 독일 사회주의통일당 (SED)과 갈등을 겪었고 본 대학교에서 철학 및 교육학 교수로 취임했다. 리트는 사망할 때까지 교육학 연구소를 설립하고 그 책임자로 남아 있었다. 현대 문화의 자기 비판이나 정치 윤리 및 교육학 등 그의 수많은 강의는 그의 논문 『독일 민족의 정치적 자기 교육(Die politische Selbsterziehung des deutschen Volkes)』과 마찬가지로 큰 호응을 얻었으며, 이 논문은 정치 교육을 위한 연방 센터의 일련의 논문 개막의 계기가 되었다. 1962년, 리트의 마지막 저서인 『자유와 삶의 질서(Freiheit und Lebensordnung)』가 출판되었는데, 이 책은 다시 전체주의적 권력 형태와 그들의 정치 이론과의 대결을 다루었다.
리트는 작센 과학 아카데미 회원이었고, 바이에른 과학 아카데미 및 동독 과학 아카데미 회원이자 에르푸르트 자선 과학 아카데미 및 오스트리아 과학 아카데미 회원이었다. 그는 루트비히 막시밀리안 뮌헨 대학교와 베스트팔렌 빌헬름스 대학교에서 명예 박사 학위를 받았다.
리트는 81세의 나이로 본 (독일)에서 사망했다.

## 철학적 입장

### 변증법적 사고방식
철학자로서 리트는 칸트와 헤르더, 헤겔과의 대결을 통해 형성된 변증법적 사고방식에 강한 영향을 받았다. 에두아르트 슈프랑어, 헤르만 놀, 빌헬름 플리트너, 에리히 베니거와 마찬가지로 그는 Geisteswissenschaftliche Pädagogik 학파에 속한다. 그는 자신의 입장을 에른스트 트뢸치 이후의 문화 교육학이라고 설명했으며, 이는 전통에서 조화로운 변증법(모순을 포괄하고 권력과 이익 갈등에서 벗어난)을 통해 역사적으로 풍부한 문화 영역의 전체적인 관점에서 교육학적 목표를 얻을 수 있다고 믿었다.
게오르크 지멜, 빌헬름 딜타이, 에드문트 후설과 같은 사상가들도 그의 철학적 세계관에 영향을 미쳤다. 조나스 콘의 『변증법 이론(Theorie der Dialektik)』은 그에게 교육학의 문제 영역을 변증법적으로 탐구하도록 영감을 주었다. 그러나 리트에게는 교육의 목적을 위해 모순에 대한 비판적 탐구가 반드시 필요한 것은 아니었다. 리트에게 변증법은 개인과 공동체의 이율배반, 이성과 삶의 이율배반, 주관적 정신(인간)과 객관적 정신(정신의 객관적 형성)의 대립에서 드러난다.
리트는 자신의 변증법적 사고방식을 통해 일차원적인 견해와 그 신뢰성을 포괄적인 맥락에서 폐지하고자 했다. 그는 동시에 합리적이고 대조적이며 변증법적으로 진행했으며, 광범위한 문화철학 (개인과 공동체)과 철학적 인간학 (인간과 세계)을 구상했다. 그는 인식과 삶 사이의 근본적인 대립을 해석적 사상의 전체적인 관점을 통해 질서 있는 전체로 통합하려고 시도했다. 볼프강 클라프키의 "자유 사상" 교육 과학과 1960년대의 교육 개혁은 기술, 과학, 노동 세계를 참조하여 인문학, 특히 역사에서 교육을 지원하려는 리트의 교육학적 접근 방식을 채택했다. 탤컷 파슨스의 사회 이론도 이에 기반을 두고 있다.

### 전체 문화 상황으로서의 역사
인간은 역사적 맥락에서 보아야 한다. 리트는 역사를 과거뿐만 아니라 인간이 형성한 미래의 역사로도 이해했다. 그는 역사를 "전체 문화 상황"으로 정의했으며, 이는 공동체 내에서 인간이 생각, 행동, 생산을 통해 창조한 모든 것을 의미한다. 역사는 정신 세계의 의미에서 문화사이다. 이러한 조건에서 교육은 "본질적으로 인간-사회 세계, 즉 정신 세계의 맥락을 향하는 행위"이다. 그러나 이 가정된 총체성은 세계에서 그렇게 주어지지 않는다. 전체 문화 상황의 특징은 오히려 불평등, 불연속성, 다양성이다. 이미 세계에 주어진 것은 분리된 공존이다. 인간의 행동은 의도와 목표가 다르므로 서로 분리되어 존재한다.

### 근본 변증법적 구조의 모순
합성을 통해 긴장과 모순을 해결할 수 있다. 이러한 긴장은 마음이 고안한 개념이 아니라 인간 존재의 실제적인, 이율배반적 구조이다. 인간 정신 내부의 모순적, 이율배반적인 것의 원인은 인간 존재의 변증법적 기본 구조에 있다. 변증법적 기본 구조는 심리학적 조치를 통해 외부에서 치유될 수 없다. 이러한 조치는 기껏해야 이 모순에 대한 정보를 제공할 수 있을 뿐, 개인이 계몽에 대처할 수 있는 방법에 대해서는 알려줄 수 없다. 아이의 교육에서 변증법적 긴장의 해결은 실현될 수 없다. 왜냐하면 긴장은 교육자(리더)에게나 교육받는 사람에게나 똑같이 달라붙어 있으며, 그 교육자도 그로부터 벗어날 수 없기 때문이다. 그러나 리트는 인간 내재적인 긴장과 모순의 해결책을 자연적으로 성장하게 하는 데서 찾지 않았다. 특히 이러한 성장은 발달이 처음부터 목적 있고 의미 있다는 가정을 전제로 해야 하기 때문이다.

### 긴장의 해소
인간의 정신적 존재와 유기적 현존 사이에는 심연이 존재한다. 자연은 "해야 할 것"과 의미에 부합하지 않는다. 자연은 모순을 제거하려고 노력하지 않는다. 이것은 오히려 인간의 가공된 욕망인데, 이는 그들의 정신이 "모든 존재"와 조화롭게 살 것을 요구하고 조화로운 완성을 추구하기 때문이다. 인간의 정신은 독립적인 정신적 작업을 통해 모순을 폐지할 것을 요구한다. 리트에 따르면, 교육의 존재는 오직 그 "해야 할 것"의 관점에서만 이해될 수 있다. 이 "해야 할 것"은 모순을 인식하고 그것을 인간 정신의 산물로 받아들이기 위해 생성되어야 할 종합이며, 인간 정신은 정신적 노력을 통해 모순을 통제하고 조화롭게 만들 것을 요구한다. 반대되는 극을 함께 모으는 것은 인간 정신에게 가능하다. 왜냐하면 그 극들 또한 인간 정신에서 비롯되었기 때문이다.

### 인간과 세계
리트는 개인의 중요성을 강조했다. 자아와 세계는 서로에게 의존하며 상호 발전 과정에 있다. 리트는 개인을 그림자 속에 가두었던 헤겔의 일차원적인 해석을 비판했다. 객관적인 내용은 유용하기 위해서는 각 주체의 삶에 흡수되어야 한다. 전통이라는 용어는 개별화라는 용어와 불가분하다. "인간"과 "세계"는 서로에게 상호작용하며, 서로를 통해 발전한다는 점에서 긍정적인 변증법적 긴장 관계에 있다. 이러한 상호 "발전"을 통해 양자는 서로를 형성한다. 인간은 자신을 정의하는 과정에서 스스로를 형성하며, 정신적-사회적-역사적 내용의 총체성인 세계는 존중되고 강화되는 미덕적인 주장 관철을 통해 스스로를 형성한다.
관습, 예의, 도덕, 법의 형태로 동료들의 행동을 규제하고, 공동으로 추구하는 의지의 목표로서 그들의 행동을 이끌고, 경건한 확신으로서 그들의 마음을 지상 생활의 소란 위에 이끄는 모든 것은 개인의 자의가 한계를 발견하는 의무의 구조를 형성한다.
— 테오도어 리트, 인간과 세계(Mensch und Welt). 뮌헨 1948, p. 24.

과학, 노동 세계, 기술은 세계로 지칭되며 인간과 상호작용한다. 인간은 세계를 형성하고 창조하며 따라서 세계 형성적 특성(Weltbildungscharakter)을 갖는다. 세계로 분류되는 영역들은 "형성력"이다.

## 학교 교육학적 입장

### 교육의 이상
리트에게 교육의 이상적인 청사진은 없다. 그럼에도 불구하고 종교, 과학, 예술, 도덕과 같이 교육적 특성상 건드릴 수 없는 교육적 범주가 있다. 사회가 특정 교육 내용을 비판으로부터 보호하기 위해 교육적 이상을 만들고자 하는 것은 사회의 특징이다. 이러한 경향은 부적절하고 의문스럽다. 반면에 정신의 구성물을 그 자체로 추구하고 순수한 자기 망각 속에서 그 의미와 목적을 추구하는 것은 다른 것이다. 교육은 교육적 이상 없이도 목적성을 가질 수 있다. 이상적인 설계 없이도 교육은 주체의 자기 형성을 목표로 하며, 인간이 자신의 실제 존재 형태로 나아가 자신을 드러냄으로써 자신에게 도달하는 것을 목표로 한다. 인간의 형성은 어떤 교육적 이상에서도 추론할 수 없다. 정신도 마찬가지로, 존재하거나 존재하지 않거나 둘 중 하나이다. 의식적인 자아를 형성하기 위해서는 주어진 세계를 하나씩 논하는 것이 필요하다. 양육이나 교육은 유용하게 만들기 위해 종교나 정치에서 비롯된 이상적인 이미지에 따라야 할 필요는 없다. 반면에 세상에서 자신의 위치를 찾고자 하는 자유로운 정신은 교육에 전념한다. 교육의 임무는 세계에 대한 비판적 탐구를 통해 자유로운 정신을 교육하는 것이다.

### 문화 및 교육 자원
리트는 교육 내용 선정의 중요성을 강조한다. 교육학에서 교육 내용의 다양성 때문에 그 내용을 검토하는 것이 더욱 중요하다. 어떤 교육 내용도 자신에게 일반적인 타당성을 주장할 수 없다. 왜냐하면 그 관련성은 해당 문화의 특정 삶의 맥락에 따라 측정되기 때문이다. 교육학은 문화 영역과 문화 자원에 구조를 부여하고 중요성에 따라 분류하기 위해 문화 현실의 총체성에서 문화의 개별 영역으로 이동하려고 시도해야 한다. 그러나 이 접근 방식은 여전히 문화 및 교육 자원에 대한 근본적인 결정을 무시한다. 관찰자와 향유자에게 문화 자원은 큰 의미를 가질 수 있지만, 교육과의 관련성은 없을 수 있다. 문화 자원과 교육 자원은 우연의 일치가 아니다. 문화 자원이 교육 자원으로 입증되려면 살아있는 전체의 내적 움직임에 부합해야 하고 젊은 영혼 발달의 전체와 관련될 수 있어야 한다. 그들은 젊은이들의 세계관에 부합해야 한다. 적절한 교육 자원이 선택되면, 유사한 사고방식을 가진 의도된 대상 집단을 위해 구체화되어야 한다.

### 교육의 사명
교육은 인간에게 자신과 자신의 관계를 정리하도록 가르친다. 인간은 이를 실현하는 데 더 잘 접근하게 된다. 일은 그 객관성으로 인해 인간에게 긍정적인 영향을 미친다. 이러한 삶의 전달은 인간이 일에 내재된 질서에 순응하고 일을 통해 인간적으로 성장할 수 있게 한다. 리트는 사회의 교육화를 실천한다. 가장 기능적인 가족조차도 요한 하인리히 페스탈로치나 아돌프 디스터베크 시대에 상상할 수 있었던, 청소년이 일상생활을 성공적으로 숙달할 수 있도록 하는 성과를 더 이상 제공할 수 없었다. 학교는 청소년의 일상생활 적합성과 개인적 책임을 보장하고 지원하기 위해 끊임없이 새로운 임무를 수행했다. 교육과 성인 세계(직업 세계)의 분리는 더 이상 상상할 수 없다. 유치원부터 아이들도 성인 세계의 제약을 경험하게 된다.

### 교육적 가치와 생명적 가치
젊은이는 "시대를 초월한 의미"를 지닌 교육적 성격의 고전적 내용과 문화재에 노출되어야 한다. 왜냐하면 이것들이 실제 교육적 가치이기 때문이다. 나아가 학교는 실제 교육적 가치 외에도 삶의 현실적 요구, 즉 사회적 요구를 고려하고 관련시켜야 한다. 이는 소위 "생명적 가치"가 교육적 가치와 동일한 중요성을 가진다는 것을 의미한다. 두 가치 사이에는 양립할 수 없는 긴장이 발생하는데, 이는 깨뜨릴 수 없고 따라서 견뎌야 하기 때문이다.

### 청년의 민주화
또한 리트는 일상적인 정치적 논쟁이 교실에서 배제되어야 한다고 요구한다. 학교는 정당 정치적 목적으로 오용되어서는 안 된다. 반면에 그는 영성과 도덕을 통해 "젊음"의 특성을 중요하게 강화해야 한다고 강조한다. 리트가 정치와 학교의 상호 의존성을 거부함에도 불구하고, 그는 민주주의를 향한 교육을 옹호한다. 기능하는 학교 시스템은 일관성을 통해 드러난다. 학교는 일반적인 지적, 문화적 분위기에서 벗어나 정치적 논쟁에 반응해야 한다는 잘못된 믿음에 빠지지 않아야 한다. 학교는 "세대의 교육적 연대"를 전달할 수 있기 때문에 보존적 특성을 가지며, 변화의 시기에도 일관성을 유지할 의무가 있다.

### 단일 학교 시스템 비판
리트는 분할된 학교 시스템을 옹호하며 "단일 학교"를 단호히 거부한다. 나아가 리트는 각 핵심 내용을 가진 김나지움 교육 방향을 옹호한다. 중등 학교의 임무는 우수한 학생들에게 도전적인 교육을 제공하는 것이다. 그는 중등 학교에서 제공되는 교육 다양성이 직업능력개발훈련시설에서는 매우 제한적이라고 주장한다. 왜냐하면 학생들은 한 분야의 전문가로 남아 있고, 기본적인 사회적, 지적 기술 학습을 포함하는 일반 교육이 소홀히 되기 때문이다. 이는 직업능력개발훈련시설이 근본적인 존재 영역을 개방하고 연결하는 임무를 갖는다는 것을 의미한다. 그것은 문화와 역사를 해당 직업에 적합한 맥락에 두어야 한다. 이해와 존중 또한 이러한 학교에서 교육적 임무의 중요한 측면이 되어야 한다. 왜냐하면 이것들은 노골적이고 대규모의 인권 침해를 예방하는 데 중요한 요소이기 때문이다.

### 교실에서의 교육적 영향
리트에 따르면, "지시"와 "교육"은 상호 연관되어야 한다. 왜냐하면 교육적 측면이 항상 지시에 스며들기 때문이다. 교육적 효과는 객관성, 직업 윤리, 의무 이행에 대한 교육에 중점을 둔 질서 있고 일관된 가르침에 결정적이다. 리트는 위에서 언급한 가치들이 교사들이 학생들에게 직접적인 영향을 미치지 않고도 전달될 때 유리하다고 생각한다. 왜냐하면 모든 교사는 다른 교육적 영향력과 관점을 가지고 있기 때문이다. "가르침"과 "교육"의 상호 얽힘 외에도 "지성"과 "인격" 또는 "지식"과 "교육"의 상호 얽힘도 존재한다. "지식"은 항상 상황에 대한 평가이며, 지식과 양심의 통일은 행동이 지식(신념)에 부합하는 전제 조건이다.

## 교사의 임무

### 필요한 특성
리트는 뛰어난 교육적 재능을 타고난 교육자가 있다고 생각하지만, 대부분의 교육자는 특정한 보조 수단과 교육 방법을 배워야 한다고 말한다. 더 좁은 의미에서 이는 교육적 형태의 일관성과 명확성, 그리고 교수법에 대한 무제한적인 지식을 의미한다. 또한 리트는 방법론적이고 체계적인 절차가 오해의 여지를 남기지 않기 때문에 방법론적인 것을 옹호한다. 방법론적 지식 외에도, 교육학 이론은 교사의 요구 사항으로서 강조되어야 한다. 비록 그것이 실질적인 구현과는 직접적인 관련이 없더라도 말이다. 오히려 그것은 교사들이 세계 문제에 더 쉽게 적응할 수 있도록 "역사적 현장 의식"을 가지고 있다. 리트는 역사적 현장 의식을 "지적 지평의 폭"으로도 이해한다. 이는 교사가 "자신의 가르침 활동의 내용으로 그를 대하는 정신적 힘"을 설득력 있게 대표할 수 있게 한다. 더욱이, 이는 그에게 현대 현상에 대해 탐구적이고 양심적인 방식으로 대처할 수 있는 능력을 부여한다. 교육학 이론은 또한 예비 교사에게 내면의 자유와 의무감을 바탕으로 하는 교육적 자기 결정의 감각을 부여하는 임무를 가지고 있다. 좋은 교사는 편을 들지 않고 논쟁적인 문제와 삶의 중심 질문에 대해 통일된 수준에서 대처할 수 있는 자제력을 가지고 있다는 점에서 알 수 있다. 리트에게는 이념적으로 학교에 침투하고 영향을 미치려는 것이 위험하다.

### 선택의 자유 부여
교육받는 세대의 개인적 세계관을 미리 받아들이게 함으로써 학생들이 개인적인 세계관에 대한 결정을 내릴 기회를 박탈하는 것은 실수이다. 대신, 그들은 자신의 미래 비전을 형성할 기회를 부여받아야 한다. 이를 위해서는 교사의 관용과 자신의 희망 사항과 아이디어에 대한 통제가 필요하다. 이렇게 하면 교사는 학생들을 객관적인 문화와 더 잘 연결하고, "나"와 "세계" 사이의 중개자 역할을 하여 교육 과정이 사람을 통해 사물로 이어지도록 할 수 있다. 교사는 객관적인 내용을 학생들에게 더 가깝게 가져다줄 의무가 있다. 교육은 "성장하는 사람을 성장하게 하는 것" 외에도 지도하는 것이 교육 과정의 한 구성 요소로 간주될 때만 그 목적을 달성한다. 단순히 아동 발달의 방향을 관찰하고 그들의 요구 사항과 선호도를 충족시키며 그들의 흥미를 증진시키는 것은 유일한 "교육적 조치"로서 퇴행적이며, 발달하는 인간에게는 결코 충분하지 않다. "나"와 "세계"는 상호 발전 과정에 있으며, 연령과 재능에 상응하는 객관적인 내용과의 대결은 인간이 되는 과정에 필수적이다.

## 수상
- 푸르 르 메리트 훈장, 평화 등급 (1952)
- 대연방공로십자훈장 (1955년 12월 20일)[14]
- 오스트리아 과학 예술 훈장 (1958)
- 대연방공로십자훈장(별 및 어깨띠 포함) (1960년 12월 27일)[14]

## 저서

### 단독 출판물
- 역사와 삶. 역사 및 언어 교육의 교육적 과제에 대하여. 라이프치히/베를린 1918; 2판, 수정판부터 부제 '문화 과학 교육의 문제와 목표'.
- 개인과 공동체. 사회 이론 및 윤리의 기본 문제. 라이프치히/베를린 1919; 2판, 수정판 (1924)부터 부제 '문화철학의 기초'; 3판, 재개정판. 1926.
- 인식과 삶. 과학의 구조, 방법 및 직업에 대한 연구. 라이프치히/베를린 1923.
- 현재 철학과 교육 이상에 미치는 영향. 라이프치히/베를린 1925.
- 교육학의 가능성과 한계. 교육 및 교육 이론의 현재 상황에 대한 논문. 라이프치히/베를린 1926.
- 이끌 것인가, 성장하게 할 것인가. 교육학적 기본 문제에 대한 논의. 라이프치히/베를린 1927.
- 과학, 교육, 세계관. 라이프치히/베를린 1928.
- 정신 세계의 해석자로서 칸트와 헤르더. 라이프치히 1930.
- 철학 개론. 라이프치히/베를린 1933.
- 인간의 자기 인식. 라이프치히 1938.
- 독일 정신과 기독교. 역사적 만남의 본질에 대하여. 클로츠, 라이프치히 1938, DNB-IDN 57463567X; 재판: 피셔, 노르더슈테트; 라이프치히 대학 출판사, 라이프치히 1997, ISBN 3-926049-15-4 및 ISBN 3-931922-55-3.
- 인문 과학 지식 구축의 보편성. 라이프치히 1941.
- 역사와 책임. 비스바덴 1947.
- 생각과 존재. 슈투트가르트/취리히 1948.
- 인간과 세계. 정신철학의 기본 노선. 뮌헨 1948.
- 국가 권력과 도덕성. 뮌헨 1948.
- 역사적 사고의 길과 그릇된 길. 뮌헨 1948.
- 역사와 초역사적인 것. 함부르크 1949.
- 역사학 및 역사철학. 뮌헨 1950.
- 역사 이전의 인간. 브레멘 1950.
- 자연 과학과 인간 형성. 하이델베르크 1952.
- 헤겔. 비판적 갱신 시도. 하이델베르크 1953.
- 독일 고전주의의 교육 이상과 현대 노동 세계. 본 1955.
- 역사적 의식의 재각성. 하이델베르크 1956.
- 기술적 사고와 인간적 교육. 하이델베르크 1957.
- 라이프니츠와 독일의 현재. 비스바덴 1947.
- 동서 대립의 관점에서 본 과학과 인간 교육. 하이델베르크 1958.
- 자유와 삶의 질서. 민주주의의 철학 및 교육학. 하이델베르크 1962.
- 교육학 및 문화. 소규모 교육학 저술 1918–1926. F. 니콜린 편집, 바트 하일브룬 1965.
- 근대 윤리학, 뮌헨, 빈 : 올덴부르크, 1976.

### 에세이
- 고등학교와 단일 학교 문제. 고등학교 월간지 18 (1919), pp. 280–293.
- 헤겔과 독일 청년의 과제. 청소년 지도자와 청소년 문제 (게오르크 케르셴슈타이너([[:de:{{{3}}}|독일어판]]) 70세 생일 기념 논문집). 알로이스 피셔, 에두아르트 슈프랑어 편집. 라이프치히/베를린 1930.
- 헤겔의 "정신" 개념과 전통 문제. 일반 연구. 제4권. Springer, pp. 241–244.
- 현실적인 고등 학교 시스템 설립을 위한 원칙. 교육 및 양육. 5 (1952), pp. 241–244.
- 인성 교육이 지식 교육보다 우선한다. 교육학적 진실과 반진실 비판적 검토 (빌헬름 플리트너 70세 생일 기념 증정 논문). 에두아르트 슈프랑어 편집. 크벨레 & 마이어, 하이델베르크 1959, DNB-IDN 455347247, pp. 41–67.

## 2차 문헌
- 한스-카를 베크만: 학교의 교육적 사명. F. 슈마데러 (편집): 학교생활의 교육적 구성. 학교의 교육적 사명 실현에 관한 기고 (학교 교육학적 측면). Ehrenwirth, 뮌헨 1979, ISBN 3-431-02202-2, pp. 29–1.
- 우르술라 브라흐트: 테오도어 리트의 인간 형성 문제에 대하여. 테오도어 리트 전집의 과학 이론적 문제에 대한 연구. Klinkhardt, 바트 하일브룬 1973, ISBN 3-7815-0192-2.
- 홀거 부르크하르트: 테오도어 리트: 독일 고전주의의 교육 이상과 현대 노동 세계. 다름슈타트 2003.
- 토마스 프리드리히: 테오도어 리트의 "너무 직접적인 방법"에 대한 경고. 볼프강 프리츠 하우크 (편집): 1933년 독일 철학자들. 베를린 1989, pp. 99–124.
- 로렌츠 푼더부르크: 경험, 이해, 인식. 인식론적 관점에서 본 테오도어 리트의 철학 체계. 본 1971, ISBN 3-416-00729-8.
- 한스 글로켈: 수업에 대하여. Klinkhardt, 바트 하일브룬 1990, ISBN 3-7815-1254-1.
- 볼프강 클라프키: 테오도어 리트. 한스 슈오얼 (편집): 교육학의 고전. 뮌헨 1979.
- 볼프강 클라프키: 테오도어 리트의 교육학. 비판적 현재화. Scriptor, 쾨니히슈타인 1982, ISBN 3-589-20791-4.
- 줄리아 쿠리그: 1950년대 교육학에 대한 기술의 도전: 테오도어 리트의 산업 사회를 위한 교육 및 주체 이론. 역사 교육 연구 연보 2014. 기계 중심 (역사 교육 연구 연보. 제20권, ISSN 0946-3879). 율리우스 클링크하르트, 바트 하일브룬 2015, ISBN 978-3-7815-2022-6, pp. 219–264, urn:nbn:de:0111-pedocs-145772 (PDF; 4,2 MB).
- 루돌프 라산: 테오도어 리트 교육학의 자기 이해. 라팅겐 1968.
- 루돌프 라산: 테오도어 리트. 뮌스터 1970.
- 페터 뮐러 (1985), “리트, 테오도어”, Neue Deutsche Biographie (NDB) (독일어) 14, Berlin: Duncker & Humblot, 708–710쪽; (full text online)
- 페터 구트야르-뢰저([[:de:{{{3}}}|독일어판]]), 한스-헬무트 크뉘터, 프리드리히 빌헬름 로텐필러([[:de:{{{3}}}|독일어판]]): 테오도어 리트와 현재의 정치 교육 (한스 자이델 재단 보고서 및 연구. 제31권). 올초크, 뮌헨 1981, ISBN 3-7892-9876-X.
- 프리트헬름 니콜린 (편집): 테오도어 리트. 그의 저작에 대한 교육학적 분석. Klinkhardt, 바트 하일브룬 1973, ISBN 3-7815-0503-0.
- 프리트헬름 니콜린: 테오도어 리트. 요제프 슈페크 (편집): 20세기 교육학의 역사. 슈투트가르트 1977.
- 알베르트 레블레([[:de:{{{3}}}|독일어판]]): 테오도어 리트. 입문적 개요. Klinkhardt, 바트 하일브룬 1950, ISBN 3-7815-0737-8.
- 볼프강 리첼: 20세기 철학과 교육학. 20세기 철학적 노력. 과학 도서 협회, 다름슈타트 1980, ISBN 3-534-02008-1.
- 볼프강 슈비에드리크([[:de:{{{3}}}|독일어판]]): 돌을 부수는 것이 더 좋다. 라이프치히의 철학자이자 교육학자 테오도어 리트. 라이프치히 1996.
- 볼프강 슐츠: 테오도어 리트의 문화 이론 연구. 그의 저작에 대한 새로운 접근. Dt. Studien-Verlag, 바인하임 1990, ISBN 3-89271-242-5.
- 게르하르트 슈타인도르프: 학습과 지식. 지식과 지식 전달 이론. Klinkhardt, 바트 하일브룬 1985, ISBN 3-7815-0576-6.
- 테오도어-리트-연보. 라이프치히 대학 테오도어-리트-연구소 발행, 라이프치히 1999 ff., ISSN 1439-1805.